# Zasychanie liści czereśni
Zasychanie liści czereśni (ang. leaf scorch of cherry) – choroba czereśni i wiśni wywołana przez Apiognomonia erythrostoma.

## Objawy
Choroba występuje głównie na czereśniach, rzadko na wiśniach i śliwach. W Polsce występuje sporadycznie i nie wyrządza większych szkód gospodarczych.
Pierwszymi objawami choroby na czereśniach są plamy, początkowo zielonożółte, potem brunatne. Porażone liście usychają, zwijają się wzdłuż głównego nerwu i obumierają, ale pozostają na drzewie aż do następnej wiosny. Pędy silnie porażone słabiej rosną i gorzej owocują. Bardzo rzadko następują zniekształcenia i zasychanie owoców czereśni.

## Epidemiologia
Wywołujący chorobę grzyb zimuje w postaci grzybni i owocników w tkankach porażonych i obumarłych liści. Wiosną wytworzone w nich askospory dokonują infekcji pierwotnych na młodych liściach. Na obumarłych liściach powstają także bezpłciowe konidia. Według niektórych fitopatologów dokonują infekcji wtórnych, według innych nie są zdolne do kiełkowania i infekowania roślin.
Faza pasożytniczego rozwoju Apiognomonia erythrostoma w żywych liściach trwa nie dłużej niż dwa miesiące, przez pozostałą część roku żyje on na obumarłych liściach jako saprotrof i nekrotrof.

## Ochrona
Wygrabianie i usuwanie z sadu opadłych liści zmniejsza inokulum patogenu. Opryskiwanie drzew przeciwko rakowi bakteryjnemu skutecznie ogranicza także zasychanie liści czereśni. Jeżeli nie stosuje się ochrony chemicznej przeciwko temu rakowi, a istnieje zagrożenie zasychaniem liści, należy czereśnie opryskiwać fungicydami miedziowymi, ftalimidynowymi lub ditiokarbaminianowymi. Pierwszy zabieg wykonuje się przed kwitnieniem, drugi zaraz po przekwitnięciu drzew.